# Volvo B17
Volvo B17 även kallad Volvo B172 är en Renault-motor som Volvo använde i Volvo 340 och Volvo 400-serien från mitten av 1980-talet till mitten av 1990-talet. Den har en enkel överliggande remdriven kamaxel, två ventiler per cylinder och femlagrad vevaxel.
Motorblocket är av gjutjärn och topplocket är av aluminium. Topplocket är helt plant på undersidan. Förbränningskamrarna ligger i kolvarna istället, vilket ger bättre förbränning, men medför även att ventilerna och kolvarna kan skadas allvarligt vid kamremsbrott. I Volvo 340 lämnade motorn 80 hästkrafter och fanns endast i förgasarutförande precis som den mindre Volvo B14. I Volvo 400-serien finns B17 med förgasare, insprutning (440 GL injection) och i vissa fall turbo.